# Negacionismo do Holodomor
O negacionismo do Holodomor, ou negação ao Fome-Terror consiste em uma ou uma série de alegações que afirmariam a não ocorrência de um período de grande fome na Ucrânia Soviética entre os anos de 1932 à 1933, ou que houve manipulações relacionadas os dados de óbitos estimados e/ou informações do acontecimento. Um dos maiores difusores dessa teoria foi o governo soviético, tornando-a popular desde o começo do período da fome até por volta da década de 1980, quando mais informações referentes a União Soviética se tornaram públicas.
De acordo com o historiador Robert Conquest, a pratica da negação e ocultação de evidencias do acontecimento por parte das autoridades soviéticas foi uma das primeiras e mais importantes técnicas de propagandas adotadas para influenciar a opinião mundial sobre o ocorrido, juntamente com outras campanhas similares que vieram em seguida, como os Julgamentos de Moscou e negação do sistema de campos de trabalhos forçados (Gulag).

## Negacionistas do Holodomor
Negacionistas do Holodomor com maior destaque:
- Louis Fischer, que publicou um artigo no The Nation, em 13 de março de 1935, no qual procurou refutar artigos de Thomas Walker, publicados no New York Evening Journal e em outros jornais pertencentes a William Randolph Hearst sobre a fome na Ucrânia Soviética.[4]
- O político francês Édouard Herriot, que visitou a região em 1933, negou a existência de fome na Ucrânia naquela época.[5][6][7]
- O jornalista americano Walter Duranty, correspondente do New York Times em Moscou e vencedor do Prêmio Pulitzer de 1932, foi outro negacionista, até sua morte, em 1957.[8]
- Em 2 de março de 1933, foi publicada uma carta no The Manchester Guardian, assinada por George Bernard Shaw, e mais vinte outras pessoas que na época tinham recentemente voltado de viagens pela União Soviética, na qual afirmaram que seriam falsas as alegações de fome naquele país.[9]
- Em 1987, o canadense Douglas Tottle publicou "Fraud Famine and Fascism the Ukrainian Genocide Myth", um livro com 167 páginas, no qual procurou desmentir o Holodomor.[10][11][12][13]

## Falsificação e supressão de provas
O número real de mortos foi mantido oculto.[carece de fontes?] Na Inspeção Médica de Kiev, por exemplo, o número real de cadáveres de 9.472 foi registrado como apenas 3.997.[carece de fontes?] A GPU esteve diretamente envolvida na destruição deliberada de registros reais de nascimento e morte, bem como a fabricação de informações falsas para cobrir informações sobre as causas e a escalada da morte na Ucrânia. Falsificações semelhantes de registros oficiais foram generalizadas.